# Western Digital
Western Digital Corporation (normalment abreujat WDC o WD) és una companyia estatunidenca, líder mundial com a fabricant de discs durs per a ordinadors. Té una llarga història en la indústria electrònica, en la producció de circuits integrats i suports d'emmagatzematge.
Va ser fundada amb el nom de General Digital el 23 d'abril de 1970 per Alvin B. Phillips, un empleat de Motorola, i es va limitar inicialment a la fabricació d'equips de prova MOS. En poc temps va passar a fabricar semiconductors, amb capital inicial aportat per alguns inversors individuals i pel gegant industrial Emerson Electric. El juliol del 1971 va adoptar el nom actual i al cap de poc va presentar el seu primer producte, el microxip WD1402A UART.
El 1988 va començar a dissenyar i fabricar discs durs. El 2008 va destacar a nivell mundial per haver posat al mercat el WD Raptor o VelociRaptor, l'únic disc dur SATA per al gran públic amb una freqüència de 10.000 rpm.
El 2008, Western Digital va acomiadar 2.500 treballadors i va tancar una de les seves tres plantes de Tailàndia per fer front a la crisi.
El 7 de març de 2011, va adquirir la divisió de discs durs de Hitachi (Hitachi Global Storage Technologies) per 4.300 milions de dòl·lars. Amb aquesta operació WD va esdevenir el primer fabricant mundial de discs durs, per davant de Seagate, amb prop del 50% de quota de mercat. Hitachi ha mantingut la fabricació d'unitats d'estat sòlid, posseeix un 10% de les accions de Western Digital i compta amb dos membres al seu consell d'administració.